# Martin Fabuš
Martin Fabuš (Trenčín, 11 novembre 1976) è un allenatore di calcio ed ex calciatore slovacco, di ruolo attaccante, tecnico della Nazionale maschile under 19 di calcio della Slovacchia.

## Carriera
Durante la sua ventennale carriera da professionista gioca in Slovacchia, Repubblica Ceca, Germania, Austria e Polonia pur non avendo la stessa fortuna avuta in patria.
Si fece notare a cavallo tra la fine degli anni novanta e l'inizio degli anni duemila vincendo due classifiche marcatori nel campionato slovacco, riuscendo a raggiungere Marek Mintál in quella del 2003 (20 reti a testa).
Dal 2010 gioca nella terza serie slovacca.

## Palmarès

### Club
- Campionato slovacco: 3

Slovan Bratislava: 1993-1994, 1994-1995
Žilina: 2003-2004
- Coppa di Slovacchia: 1

Slovan Bratislava: 1993-1994
- Supercoppa di Slovacchia: 2

Slovan Bratislava: 1994
Žilina: 2003

### Individuale
- Capocannoniere della Superliga: 2

1998-1999 (19 gol), 2002-2003 (20 gol, ex aequo con Marek Mintál)